# Гура-Быкулуй
Гура-Быкулуй (рум. Gura Bîcului) — село в Новоаненском районе Молдавии. Относится к сёлам, не образующим коммуну.

## География
Село расположено на высоте 27 метров над уровнем моря.

## Население
По данным переписи населения 2004 года, в селе Гура Быкулуй проживает 3427 человек (1676 мужчин, 1751 женщина).
Этнический состав села:
| Национальность | Число жителей | Процентный состав |
| -------------- | ------------- | ----------------- |
| молдаване      | 3294          | 96.12             |
| русские        | 52            | 1.52              |
| украинцы       | 40            | 1.17              |
| румыны         | 10            | 0.29              |
| болгары        | 8             | 0.23              |
| цыгане         | 7             | 0.2               |
| гагаузы        | 7             | 0.2               |
| евреи          | 1             | 0.03              |
| прочие         | 8             | 0.23              |
| Всего          | 3427          | 100%              |

## Известные уроженцы
- Владимир Антосий[рум.] (род. 1951) — молдавский политик.

## Интересные факты о сёлах Бычок и Гура Быкулуй.
https://www.youtube.com/watch?v=XMKoIhwrPN8